# Rhynchosia baukea
Rhynchosia baukea är en ärtväxtart som beskrevs av Du Puy och Jean-Noël Labat. Rhynchosia baukea ingår i släktet Rhynchosia och familjen ärtväxter. Inga underarter finns listade i Catalogue of Life.